# Balkisu Musa
Balkisu Musa (1970) es una deportista nigeriana que compitió en halterofilia. Ganó una medalla de bronce en el Campeonato Mundial de Halterofilia de 1999, en la catefgoría de +75 kg.

## Palmarés internacional
| Campeonato Mundial | Campeonato Mundial | Campeonato Mundial | Campeonato Mundial |
| Año                | Lugar              | Medalla            | Categoría          |
| ------------------ | ------------------ | ------------------ | ------------------ |
| 1999               | Atenas (Grecia)    | Medalla de bronce  | +75 kg             |